# Stephani Danelle Perry
Stephani Danelle Perry (S. D. Parry) (1970. március 14. –) amerikai regényíró, Steve Perry író lánya.
Perry jelenleg az Oregon állambeli Portlandben él a férjével: Mykkel, két gyerekével: Cyrus-szal és Myk Jr-ral, valamint két kutyájával. Javarészt fantasy, sci-fi és horrorműfajban alkot, többek között írt regényeket a Resident Evil, a Star Trek, az Aliens és a Predator sorozatokba. Ezeken kívül írt néhány novellát ill. filmadaptációt is.

## Aliens sorozatok
Az első sorozat a Dark Horse egyes Aliens-képregényeit adaptálta és valamennyire építettek egymásra, a második sorozat már önálló kötetekből állt.
- 1993 ALIENS: The Female War (Ripley Háboruja) Az első sorozat harmadik része.

Írta: Stephani Perry (S D Perry) és Steve Perry
- - I. kiadás

Valhalla Páholy (1993)
Steve Perry: ALIENS: The Female War (1993)
ISBN 963-7632-55-7
- - II. kiadás

Szukits Könyvkiadó (2006)
Steve Perry: ALIENS: The Female War (1993)
ISBN 963-497-117-2
“Miközben az emberiség maradéka a Föld visszavételére készül, az orbitális pályán haladó Gateway űrállomás különös látogatókat kap. Mindannyian megjárták a Poklot, de visszatértek. Billie az első. Wilks a második. A harmadik a rég halottnak hitt Ellen Ripley…
Egy túlélő, akinek se múltja, se jövője. Egy ember, akinek életében egyetlen cél maradt csupán: szembenézni és megküzdeni a Földet bitorló szörnyetegek fejedelmével…”
- 1996 ALIENS: Labyrinth (Labirintus) Az első sorozat hatodik része.
  - I. kiadás

Szukits Könyvek – HYDRA science fiction (1997)
S. D. Perry: ALIENS: Labyrinth (1996)
ISBN 963-9020-77-X
- - II. kiadás

Szukits Könyvek (2001)
S. D. Perry: ALIENS: Labyrinth (1996)
ISBN 963-9344-79-6
Az Innominata kutatóállomáson csupán egyetlen gond van: a legénység tagjai sorra meghalnak. Tony Crespi orvos ezredes különleges megbízással érkezik az állomásra, hogy csatlakozzon dr. Church csapatához, és a kutatómunka közben derítsen fényt a rejtélyes halálesetekre. Crespi hamarosan rádöbben, a doktor a tiltásokkal és szigorú szabályokkal mit sem törődve idegen lényeken végez kísérleteket. Azt viszont nem is sejti, hogy mindez csupán a jéghegy csúcsa, és Church titokban egy ördögi terven dolgozik. A tudós teremteni készül: egyesíteni az embert a nem emberrel, hogy a pokoli labirintus mélyén létrejöjjön a lény, aki mindentől IDEGEN.
- 1998 ALIENS: Berserker (Az őrjöngő halál) Az első sorozat kilencedik része.
  - I. kiadás

Szukits Könyvkiadó/Hydra Science Fiction (1999)
S. D. Perry: ALIENS: Berserker (1998)
ISBN 963-9151-53-X
- - II. kiadás

Szukits Könyvkiadó (2004)
S. D. Perry: ALIENS: Berserker (1998)
ISBN 963-9020-13-3
A Társaság könyörtelen gyilkosokból, elítélt bűnözőkből speciális osztagot állít össze. Ők a Berserkerek. Egyetlen céljuk: bármi áron elpusztítani az idegeneket. Ennek eléréséhez MAX-nél, a páncélozott, emberi agy irányította gyilkológépnél alkalmasabb fegyvert nem is kaphattak volna.
A 949-es űrállomás segélyhívására a Nemesisen utazó szakasz válaszol. Rábukkannak a földönkívüliek fészkére és a több ezer foglyul ejtett emberre, akikben már ott növekszik a halál. A parancs világos: megsemmisíteni a bestiákat és megóvni az állomást.
Remény sincs arra, hogy bárki túlélje az öngyilkos küldetést, de a társaságnak így a legjobb – ha nincsenek tank, senki sem ismerheti meg a 949-es ördögi titkát.
- 2008 Criminal Enterprise (Aliens: Bűnös bolygó) A második sorozat ötödik kötete.
  - I. kiadás

Szukits Kiadó (2009. július 1.)
S.D. Perry – Aliens: Criminal Enterprise
ISBN 9789634971818
Egy félresikerült kábítószerügylet miatt Tommy Chase beleegyezik, hogy elvezeti a drogfutárok hajóját a Fantázia nevű bolygóra, hogy ezzel megmentse semmirekellő öccse, Pete életét. A terraformált Fantázián mindent gyártanak a szintetikus herointól az MX7-esig. A labort csupán kopár sziklák veszik körül – és idegenek ezrei védelmezik. Nem sokkal azután, hogy Chase hajója megérkezik a bolygóra, a bűnözők vetélytársai megpróbálják átvenni az uralmat a drogbirodalom felett. Tommy és Pete hirtelen kereszttűzbe kerül, ráadásul a kinti barlangok labirintusában tanyázó idegenek is mozgolódni kezdenek...

## Aliens versus Predator-trilógia
A trilógia második, nem a Perryk által írt része nem egy konkrét képregényt adaptál, míg a másik két rész igen, ezért némileg ellent is mond a Háború eseményeinek.
- 1994 Prey (A Préda) (Az Aliens versus Predator-trilógia első része)
  - I. kiadás:

Valhalla Páholy (1995)
Steve & Stephani Perry: ALIENS versus PREDATOR: Prey (1994)
ISBN 963-8353-75-9
- - II. kiadás:

Valhalla Páholy/Szukits Könyvek (2001)
Steve & Stephani Perry: ALIENS versus PREDATOR: Prey (1994)
ISBN 963-9238-32-5
- - III. kiadás:

Valhalla Páholy/Szukits Könyvek (2007)
Steve & Stephani Perry: ALIENS versus PREDATOR: Prey (1994)
ISBN 978-963-497-153-5
“Ryushi kolónia a Chigusa Társaság birtokának legszélén, az ismert világegyetem peremén található. Lakói egyszerű, dolgos emberek, akik a Föld ellátási gondjainak megoldásán fáradoznak, s nem is sejtik, milyen veszedelmes helyet választottak. Mert a csillagrendszerben időről időre megjelenik egy hajó, hogy elhintse Ryushin a születés és a halál csíráit…”
- 1999 ALIENS vs PREDATOR: War (Háború) (Az Aliens versus Predator-trilógia megjelenést tekintve harmadik, kronológiailag viszont második része.)
  - I. kiadás

Szukits Könyvkiadó (2004)
Stephani Perry: ALIENS vs PREDATOR: War (1994)
ISBN 963-497-029-X
Machiko Noguchi már egy teljes éve él a vadászok közt, de még mindig úgy érzi, hogy társai nem tartják egyenrangú félnek. Bármit tesz, jutalma büntetés és megvetés. Tudja, nem maradhat sokáig a jautják között.
Lara, Jess és Ellis, a 949-es állomáson történt mészárlás túlélői, egy mentőkabinban fuldokolva sodródnak az űrben. Már csak perceik vannak hátra az életből, amikor a Weyland-Yutani társaság megmenti őket. A csapatot egy perembolygóra szállítják. A ragadozók hajója ismét pályára áll egy világ körül, hogy elhintse rajta a halál magvait. A vadászat izgalmasnak ígérkezik, hiszen egyszerre akarnak megküzdeni az univerzum két legveszélyesebb prédájával, az idegenekkel és az emberekkel.
Machiko kénytelen meghozni élete legnehezebb döntését, és harcba száll – ezúttal az emberek oldalán, az idegenek és a ragadozók ellen.

## Xena – Warrior Princess
- 1997 Prophecy of Darkness Írta: Stella Howard (S. D. Perry)

Xena és Gabrielle egy ijesztő prophecy—a-val találkoznak egy 12 éves látnokkal a jóindulatú mágus van hogy tudatlanul bocsássa ki Cerberust, a Hades kapuk félénk őrzőjét. Most Xenának és Gabrielle-nek segíteniük kell a látnoknak összetörni a pusztító varázslatot..

## Resident Evil Sorozat
- 1998 Resident Evil: The Umbrella Conspiracy (A borzalmak kastélya) ISBN 963-9393-92-4

Azoknak, akik jártasak a Resident Evil világában, e címről azonnal a játék első részében szereplő rejtélyes Spencer kastély juthat eszükbe. Amikor pedig kinyitják a könyvet, csillogó szemmel, mohón vetik bele magukat a történetbe, amely valóban nem más, mint egyik kedvenc játékuk regény változata! A sorozat első és talán egyik legfélelmetesebb darabja könyvben is tökéletesen visszaadja a játékélményt. Nemcsak azok számára szórakoztató, akik ismerik a játékot, hanem azoknak is, akik még nem találkoztak azelőtt a Resident Evillel.
A történet, a szereplők, a helyszínek mind ismerősek: Raccoon City melletti erdőben sorra követik egymást a gyilkosságok, de a rejtélyes halálesetekre senki nem tud magyarázatot adni. A megcsonkított, emberi harapásnyomokkal teli holttestek láttán a rendőrség úgy dönt, beveti a speciálisan kiképzett tisztjeiből álló kommandót, a S.T.A.R.S.-t, hogy segítsenek a nyomozásban. A csapatok a küldetés során nemcsak a „kannibál-gyilkosok"-ról rántják le a leplet, hanem egy sokkal sötétebb titokra is fény derül, amikor az erdőben menekülve egy ódon kastély falai között találnak menedéket. Hamar rá kell jönniük, az épület sokkal nagyobb veszélyeket rejt, mint odakint az erdő. A borzalmak kastélyában a legrosszabb rémálmok válnak valósággá, élőhalottak és rémisztő teremtmények lesnek áldozatukra, az őrült fejtörők, és halálos csapdák pedig még a profi S.T.A.R.S. tagjait is életük legnehezebb kihívása elé állítják...
- 1998 Caliban Cove (Az iszonyat foka) ISBN 963944166X
Biztosan sok embernek megfordult már a fejében, vajon mihez kezdett Rebecca Chambers, miután a maradék túlélővel együtt sikerült megmenekülnie a Spencer kastély poklából. Az írónőben szintén megfogalmazódott ez a gondolat, és így született meg az első önálló Resident Evil regény, Az iszonyat foka, amely sokak örömére, illetve bánatára, egy teljesen új történetet mesél el, új szereplőkkel és helyszínekkel.
A játékoktól független sztori az első rész cselekményét folytatja. A szolgálatából felfüggesztett Rebbeca Chambers, Jill Valentine, Chris Redfield és Barry Burton a hatalmas gyógyszerészeti vállalat, az Umbrella után nyomoznak, hogy leleplezzék a cég illegális ügyeit, amely emberek százainak okozta borzalmas halálát, kis híján az övékét is. Barry egy régi barátja, a Maine állambeli Exeter S.T.A.R.S. irodánál dolgozó David Trapp bizalmas információkat szerez az Umbrelláról: a cégnek van valahol egy másik titkos kísérleti telephelye. David saját csapatával behatol a Caliban Öbölbe, és az ifjú mikrobiológust, Rebeccát is magával viszi. A fiatal lány ismét kénytelen szembenézni a T-vírussal fertőzött szörnyetegekkel, amelyek ezúttal megtanulták kezelni a fegyvereket is...
- 1999 City of the Dead (A Holtak városa) ISBN 963-497-124-5

E könyvben kedvenc szereplőink, Leon S. Kennedy és Claire Redfield történetét követhetjük nyomon, méghozzá a Leon „A" és Claire „B" szcenárió szerint:Raccoon City lakosságát elpusztította a halálos T-vírus, amely egy állítólagos baleset folytán szabadult ki az Umbrella titkos, föld alatti laboratóriumából. Akik valamilyen csoda folytán mégis életben maradtak, kétségbeesetten keresik a kiutat.
A fiatal zsaru, Leon, mit sem sejtve utazik a városba, hogy megkezdje első munkanapját a rendőrkapitányságon. Hamar rá kell azonban jönnie, ez a nap lesz rendőri pályafutásának, és talán életének is utolsó napja. Leon az utcán bolyongó zombik elől menekülve találkozik Claire-rel, aki eltűnt bátyját, Chris Redfield-et keresi. Együtt folytatják tovább útjukat a rendőrkapitányság felé, abban a reményben hogy ott nagyobb biztonságban lesznek, amíg megérkezik a segítség...
- 1999 Underworld (Alvilág)

Leon Kennedy, Claire Redfield, Rebecca Chambers, és a társaik vagyis felveszik Umbrellának, a rejtélyes megacorporationnek, a döbbenetes hatalmát miközben rémítő biológiai fegyvereket hoznak létre, ahogy nekiláttak hogy találják meg annak a kulcsát, hogy örökre állítsák le Umbrellát.
- 2000 Nemesis

Zombik. Mutáns állatok. Bioengineered fegyverek és sebészetileg növelt szörnyek. Titkos laborok és elterjedt összeesküvések. Ez lehetetlennek látszott, de Kill Valentine és a S.T.A.R.S. közötti csapattársai első kézből látták az egészet, amikor az Umbrella Corporation fordította Raccoont
A színpadi előadásba való város csikorgott a legtöbb ravasz genetikai kísérletért, amit valaha kigondoltak. Végül is ő keresztül, Valentine készen áll arra, hogy örökre elhagyja azt a távoli hegyi közösséget. De Umbrella nem kész a Raccoon Cityvel.Túlságosan az etikátlan és erkölcstelen kutatásuk bizonyítéka még mindig létezik. Helyreállított vagy megsemmisített—kell lennie és gyorsan—ezelőtt Umbrellához tudják visszavezetni. És William Birkin mutációt kiváltó vírusával, ami már mint futótűz terjed a városon keresztül, drasztikus rendelkezésekre van szükség. Az éjszaka fedője alatt a zsoldos csapatok valami—Ernyő üzembiztos: a zsarnok-osztályának, egy kifejlesztett verziója, ami gépeket öl meg, egy halálos teremtmény fedőnevet viselő Nemesis. Most Nemesis a vadászaton van. És Jill Valentine zsákmánnyá válni készül.
- 2001 Code Veronica

Alapozott az M-számított (Mature Audiences) videójáték. Claire Redfield kutat a hiányzó testvére után, és szembe kell néznie a vészjósló Umbrella Corporation biológiai fegyvereivel. A keresése vezeti őt egy olyan távoli szigetre, ahol egy dühös zseni elenged minden rendelkezésére álló groteszk teremtményt hogy akadályozza meg, hogy avatkozzon bele az ijesztő napirendjébe.
- 2004 Zero Hour

Ez a regény a videójátéksorozatok átdolgozásában koncentrál a háttértörténetre vágyakozik-időzíti Resident Evilt túlélő, Rebecca Chambers.

## Star Trek: Deep Space Nine
- 2001 The Avatar Book One

Egy új korszak kezdődik Deep Space Nine évkönyvében... Star Trek legkavicsosabb és legkihívóbb sorozatai elérhették az éghajlati következtetését a televízióképernyőn, de minden-az új kalandok a Federation tér határain folytatódnak Pocket Books fedői között. A Dominion War következményében az hozta a Star Trek világegyetemet a rom peremének, űrállomás Deep Space Nine – a galaxis a katonai és tudományos intrika összeköttetése, fekvő, ahogy ez azon a féreglyukon, ami összekapcsol két körnegyedet, van – még egyszer közelgő Armageddon gyulladáspontjává válik mikor egy váratlan támadás megnyomorítja az állomást miközben megöli az első tisztviselőt és fenyegeti a törékeny békét. Kira ezredes és DS9 életben maradó legénysége – négy controverisal* új tisztviselővel egyetemben – minden, ami áll egy új konfliktus kitörése és egy végzet ellen, fortold* a próféták által hogy Benjamin Sisko kapitány gyerekének a születésével essen egybe. Időközben Jean-Luc Picard kapitány és az USS Enterprise legénysége csinálnak egy ijesztő felfedezést, egy, ami meg fogja határozni egy egész civilizáció folyamatát és mélyen hatni fog Deep Space Nine legénységének az életeire...
- 2001 The Avatar Book Two

Egy új korszak kezdődik Deep Space Nine évkönyvében... Ahogy a történet, amit elkezdtek Book Onéban, folytatódik, a Federation készül elindítani egy counterstrike-ot* a Dominion ellen. Miközben kutat egy mód után, hogy megakadályozzanak egy másik galaktikus holocaustot, Kira ezredest kényszerítik, hogy csináljon egy választást aközött, hogy hűséges legyen ahhoz, hogy hit legyen és hűséges legyen a hűségeihez. Időközben Deep Space Nine kombinált legénységeiként és az USS Enterprise-ként küzdelmet, hogy megakadályozzák, hogy egy áruló terv semmisítse meg az állomást és a hajót is, a zavaró jóslás mögötti megrázó igazságot és egy hátborzongató gyilkosságot, fednek fel. Sötét titkok, megosztott hűségek, árulás és végül reménykedik – AVATAR Deep Space Nine az ezé multi-legjobban megdőlt.
- 2003 Rising Son

Egy jóslás vezeti Jake Siskót a hiányzó apja egy kétségbeesett keresésén. Helyette az, amit az útja végénél talál, teljesen váratlan... Star Trek végső évszakának a fokozódó záró epizódjában: Mély űr kilenc, kapitány, akit Benjamin Sisko, a végzete, megfejthetetlenül összekapcsolt ahhoz, az idegen entitások, amiket The prófétákként ismertek, utoljára látták, ahogy alábukott a Bajoran Fire Caves mélységei, amiket bezártak, Gul Dukattel harcolnak. Bár megjelent az új feleségének, Kasady Yatesnek, és odaígérte neki azt ő egy napi retúrjegy, a fia, Jake nem látta őt azóta. Mélységben ritkíts kilencet: Avatár, egy rejtélyes jóslás küldte Jakét egy lehetetlen keresésen, hogy kinyomozza a hiányzó apját. Mindazonáltal felfedezés helyett a szíve vágy, Jakét dobják a galaxison keresztül és egy még furcsább legénységgel megmenti egy furcsa hajó váratlan beavatkozása. Miközben megosztja az utazásaikat és a veszélyeiket, az apja veszteségével rendelkező viszonylatról, és annak a jóslásnak az igazságáról, ami elküldte őt itt, fontos leckéket tanul meg. Az eljárásban sokkal többet fedez fel mint előre látott; egy kinyilatkoztatás az Jakénak, Bajornek és Deep Space Nine-nak örökké meg fogja változtatni a világot.
- 2003 Unity

Egy elveszett karakter visszatér és egy történelmi új korszak klasszikus Deep Space Nine epikus söprésének és drámájának az egészével pirkad egy regényben. S.D Perry kétéves-foglal sorozat Avatar elindította a 2001-es Deep Space Nine regények új sorozatait, elfogó és kiterjesztő a televíziósorozatok és összekeverő új karakterek egyedülálló minőségein régi ahhoz, hogy éljenezzen mindkét kritikustól és rajongótól. Folytatódó a témák, amiket elkezdtek Avatarban a következő kötetén keresztül, Rising Son, Perry itt egyesíti a fonalakat egy elkábító határozatban melyik látja Benjamin Sisko Starfleet kapitány visszatérését kapitány, apa, férj, Emissary a próféták, egy vallásos és lelki ikon a bolygó népének, Bajor—Benjamin Siskónak, van, vagy, mindezek dolgok. Kibékített az akként a csőként betöltött szerepébe, akin a rejtélyes idegen entitások, amiket The prófétákként ismertek, átküzdötték magukat, sikerült a Pah-Wraiths által megóvni Bajort rombolástól, és úgy tűnt, hogy le van fordítva egy különböző fajta létezésre miközben csatlakozik a prófétákhoz a nem testi világukban. Megjelenő egy látásban az új feleségének, Kasady Yatesnek,, akinek odaígérte őt, egy napon visszatérne hozzá. Megtudja hogyan, egy mesteri, izgalmas mesében melyik lát nem egyetlen Sisko visszatérés de a fia születése és Bajor történelmi belépése Planets United Federationjének.
- 2007 Twist of Faith Írók: Keith R A DeCandido, Jeffrey Lang, S D Perry és David Weddle

Nyugtalan béke. Világok folyásban. A hit tesztjei.az Végső epizód volt csak a kezdet.az Dominion War over...or van ez? Három hónapot az Allied után a győzelem az a Gamma Quadrantből, váratlan támadásból való, támadók ellen felébreszti a megújított ellenségeskedésektől való félelmet. Ugyanakkor egy öntudatlan gyilkosság végzettel állít be egy űrállomás-parancsnoknak egy olyan útvonalon, ami tesztelni fogja a faith...while-jának azokat a határait, amiket egy furcsa felfedezés a Badlands plazmaviharain belül hajt, egy öreg katonát egy találka irányába. Másutt egy ősi civilizáció romjai közepette egy fiatalember meg készül kezdeni egy veszélyes küldetést, hogy az apja elvesztése által balra töltsék a lyukat az életében, – egyben. Annyira elkezdi Star Trek példátlan, engedélyezett folytatását: Mély Space NineÂ®, rugózás Benjamin Sisko kapitány hétéves televízióodüsszeiájából és az a végső határ élénél levő Federation starbase* fedélzetén levő legénységéről. A sorozatos formátumot és kifejlesztő karaktert követően azok az ívek, amik a tévésorozat fémjelei voltak, az új Deep Space Nine regények voltak, rendbe jönnek, ahol a bemutató abbamaradt miközben merte elképzelni, hogy mi történt a végső epizód után.most annak a kritikusan lelkesen fogadott cselekménynek az első öt meséjét egy hatalmas kötetben gyűjtik. Eredetileg kiadott a két részes Avatarként, Abyss, Demons Air és Darkness, és az novella Horn és Ivory, Twist Faith újra meglátogatja a Dominion Warnak, a kulcsfontosságú bolygónak, a következményét Bajor, a rejtélyes kapcsolata a féreglyuk időtlen prófétáinak olyan jól, mint az ismerős arcok új barátok, és bizonytalan szövetségesek kinek a sorsai intertwine a galaxis útkereszteződésénél. Egy bemutatással New York Times által David R George III legkelendőbb szerző (Mission: Gamma – a szürkület; az elveszett korszak: Serpents Among a Ruins; a Crucible trilógia), Twist Faith sagát hoz a Deep Space Nine-nak egy új level...exploringnak mi maradt ott, és mi várakozik túl.

## Star Trek: Section 31 series
- 2001 Cloak

Fátyolozott titoktartásban Section 31 működik a lelkiismeret kényszerein vagy a törvényen kívül. A titkolt operációk Starfleetnek, a küldetésüknek, a karjának bármiköltségnél kell védenie a Federationt. Egy álcázó eszközt egyszer elfogtak a Romulansből, most úgy tűnik, hogy azt elmondják egy vészjósló célnak.

## Star Trek: Terok Nor series
- 2008 Dawn of the Eagles Írta: Britta Dennison és S D Perry

A Dominion War és Cardassia...-nak azelőtt a megtizedelése előtt, amit az Emissary eljövetele és a wormhole...tér felfedezése állomásoztatnak, Terok Nor Deep Space 9™...there lett volt az Occupation: egy idegen bolygó katonai átvétele és az erőszakos felkelés az harcolt ezellen. Most a háborúzó ideológiáknak az az ötvenéves meséje, terrorizmus, kapzsiság, titkos intelligencia, erkölcsi kompromisszumok, és felállított hitek végre adják a követelését az három-előjegyzi Star Trek Lost Erájának a sagáját... TEROK NOR erőszakként minden keresztül Bajor tovább fokozódik, a Cardassian erők megszorítják a szorításukat a fogolybolygón miközben visszaverik az ellenállást minden kanyarnál; de Terok Noron és másutt a változás szelei keverik—egy hurrikán kezdetei az változtatni fogja az Occupation táját. És amíg titkos viszonylatok, változékony szövetségek, és a személyes démonok fenntartják a forradalom szárnyait, egy rejtélyes alak-a változékony életalak elkezd egy olyan utat, ami el fogja dönteni a világok sorsát.
- 2008 Night of the Wolves Írta: Britta Dennison és S D Perry

## Star Trek: The Original Series
- 2010 Inception

## Regények
- 1994 Timecop

Ingram Time Cop a robbanó új tett-thriller-film Universal Picturesből miközben csillagokkal díszíti Jean-Claude Van Damme-et. 2004-ben az időutazás létezik. Haladni jelent egy kockázatot; visszamenni jelent egy halálos ítéletet. Néha neked el kell törnöd a saját szabályaidat, mert most a legkeményebb zsaru az ütésen visszamegy befőtt történelembe.
- 1998 Virus

Miután egy vad tájfun a South Pacificben, egy amerikai legénységében, találkozik a Volkovfal, egy csúcstechnikával, orosz hadihajó, akinek a saját repülőgép legénységei mind halottak. A Volkov érett mert fosztogat – egy csábító kilátás –, de embertől távol valami a fedélzeten leselkedik.
- 2008 Wonder Woman Írta: Britta Dennison és S D Perry

Született a radioaktív mitikus háborúkból harcolt az Olympian között istenek és a halandó hívőik, Diana, Themyscira Amazon sziget-nemzetének a harcoshercegnője, a modern világgal összeütközik ahogy az ősi múlt rémületei javítanak hogy férfiak által uralt 21. századdal okozzanak pusztítást. Steve Trevor gaz amerikai légierő-pilótával együtt Wonder Woman mindkettőként cselekszik az ő nagykövete emberek és az ártatlan személy önzetlen védelmezője.

## Magyarul
- Steve Perry–Stephani Perry: 3. Ripley háborúja; ford. Szántai Zsolt; in: Alien 4, 1-3.; Valhalla Páholy, Bp., 1993
- Időzsaru; ford. Bulyovszky Csilla; Haal, Bp., 1994
- Steve Perry–Stephani Perry: A préda; ford. Szántai Zsolt; Valhalla Páholy, Bp., 1995
- Labirintus; ford. Szántai Zsolt; Szukits, Szeged, 1997
- Az őrjöngő halál; ford. Szántai Zsolt; Szukits, Szeged, 1999
- A borzalmak kastélya. Regény; ford. Szente Mihály; Szukits, Szeged, 2002 (Sikerfilmek – könyvsikerek)
- Az iszonyat foka; ford. Szente Mihály; Szukits, Szeged, 2003
- Háború; ford. Szántai Zsolt; Szukits, Szeged, 2004
- A holtak városa; ford. Szántai Zsolt, Szente Mihály; Szukits, Szeged, 2006
- Bűnös bolygó; ford. Habony Gábor; Szukits, Szeged, 2009
- Uncharted. A mozifilm hivatalos regényváltozata; ford. Oroszlány-Seres Zsanett; Delta Vision, Bp., 2023